# 宝峰街道 (昆明市)
宝峰街道，是中华人民共和国云南省昆明市晋宁区下辖的一个街道办事处，位于晋宁区南部，东接六街街道，西与二街镇接壤，北连昆阳街道，南与玉溪市红塔区交界，素有“昆明市南大门”之称。

## 历史
原为宝峰镇，2009年并入昆阳镇（后为昆阳街道），2017年3月31日又从昆阳街道析置成立，辖区为原宝峰镇行政辖区，办事处驻地为晋宁区万水路80号（原宝峰镇政府驻地）。

## 行政区划
宝峰街道下辖以下地区：
上方新街村、青龙村、宝峰村、前卫村、挖矿坡村、上方古城村、小河口村、韩家营村、中和铺村、昌家营村、清水河村、海龙村和酸水塘村。